# Shalom Schwartz
Pour les articles homonymes, voir Schwarz.
Shalom H. Schwartz (en hébreu : שלום שוורץ), né en 1936 à Hempstead (État de New York), est un psychologue social israélien. Il est connu en psychologie pour avoir développé une théorie des valeurs personnelles, la  Théorie des valeurs humaines basiques, notamment à travers le test PVQ (Portrait Value Questionnaire).
De 1988 à 1992, il collabore avec Maria Jarymowicz.
Il a remporté en 2007 le prix Israël en psychologie.